# Wenzeslaus Cavallo
Wenzeslaus Cavallo (* 1780; † 1861) war ein deutscher Kirchenmusiker und Komponist geistlicher Musik. In den Jahren 1801 bis 1834 wirkte Cavallo, in der Nachfolge seines Vaters Fortunatus Cavallo, als Domkapellmeister in Regensburg.